# 岸本健介
岸本 健介（きしもと けんすけ、1949年11月29日（75歳） - ）は岡山県出身の作曲家・編曲家。

## 人物・来歴
編曲家として1975年（昭和50年）、黒澤明監督「七人の侍」のリバイバル公開にあわせてリリースされた「七人の侍 ー侍のテーマー」の編曲でデビュー。
作曲家として1976年（昭和51年）、十朱幸代企画アルバム「佃囃子」全12曲を作詞吉岡治、作曲岸本健介でデビューし、日本レコード大賞企画賞にノミネートされる。フォーク・CMなどを手がけ、その後演歌に転向し現在に至る。

## 代表作品
- 川中美幸：「越前岬」「浪花灯り」「北山しぐれ」
- 香田晋：「手酌酒」
- 天童よしみ：「おまえ」「大阪レイン」
- 夏木綾子：「浪花の母」「あじさい雨情」「幸せの花よ咲け」
- 原田悠里：「氷見の雪」「沙の川」「飛騨の月」
- 岩本公水：「しぐれ舟」「なさけ舟唄」「浮草の舟」
- 千葉一夫：「男のみれん」「連理の花」
- 角川博：「大阪とおり雨」「恋泣きすずめ」

## 主にこれまで作品を提供した歌手
- 美空ひばり：「歩いてゆこうね二人して。」
- 都はるみ：「おもかげ東京」「ヨコハマ・ブルース」
- 金田たつえ：アルバム「北海母子旅」全作曲
- 香西かおり：「小夜しぐれ」
- 長山洋子：「志乃」「堂島川」
- 日野美歌：「おんな日本海」「鳴門海峡」「私のあなた」
- 島津亜矢：「みちゆき川」
- 橋幸夫：「望郷しぐれ」
- 細川たかし：「浮雲」
- 青江三奈：「恋ばなし」
- 石原裕次郎：「ガス燈」
- 小野由紀子：「泣かんとこ」「恋路川」
- 冠二郎：「あなたの恋灯り」
- 山川豊：「にごり酒」
- 殿さまキングス：「東京無情」
- 岩本公水：「しぐれ舟」「対馬情歌」「雨の堂島川」
- 松村和子：「くちべに港」「紅い椿」
- 角川博：「瀬戸内慕情」「能登路11号」
- 岡ゆう子：「おんなの罪」
- 藤島桓夫：「帰って来たぜ」
- 大石まどか：「博多恋おんな」
- 田端義夫：「大阪すずめ」
- 市川由紀乃：「寿祝い歌」「リラ咲く街よさようなら」
- 新沼謙治：「東京ネオン」「明日は花咲け」
- 水田竜子：「夢宵酔」
- 青山和子：「おんなの灯台」
- 日吉ミミ：「紙ふうせん」
- 佐良直美：「バーボン夢割り」
- 村上幸子：「恋小舟」「一生よろしく私のあなた」
- 琴風豪規：「男のグラス」「凍え花」
- 石原詢子：「夢見川」「花わかれ」
- チェリッシュ：「しりとり子守唄」「七草望郷歌」
- 榊原郁恵：「ホロスコープ」
- 鶴田浩二：「夢の川」
- 渡瀬恒彦：「バーボンロード」
- 竹脇無我：「あじさい坂」
- 江本孟紀：「終曲～ふぃなーれ～」
- 三沢あけみ：「風の岬」
- 西川峰子：「さいはての駅から」
- 舟木一夫：「ふるえて眠れ」
- 香田晋：「手酌酒」「酔うだけ酔わせて」
- 三笠優子：「別れ船」

## 主な受賞
- 昭和57年 第24回日本レコード大賞金賞 「越前岬」（川中 美幸）
- 昭和57年 日本歌謡大賞放送音楽賞 「越前岬」
- 昭和57年 演歌大賞 「越前岬」
- 昭和57年 日本有線放送大賞 「越前岬」
- 昭和59年 第5回古賀政男記念大賞入賞 「あんたの海」（小野由紀子）
- 昭和59年 日本作曲大賞協会グランプリ賞 「春待ち便り」（川中美幸）
- 平成4年 日本歌謡大賞放送音楽賞 「手酌酒」（香田晋）
- 平成6年 ロングセラーヒット賞 「浪花の母」（夏木綾子）
- 平成7年 日本作詩大賞優秀作品賞 「北山しぐれ」（川中美幸）
- 平成16年 第46回日本レコード大賞金賞 「氷見の雪」（原田悠里）
- 平成17年 第47回日本レコード大賞金賞 「沙の川」（原田悠里）
- 日本作曲家協会音楽祭2021 ベストカラオケ賞「しぐれ舟」（岩本公水）

## 主な出演
- 山形テレビ「岸本健介カラオケ特訓教室」審査員長
- テレビ埼玉「カラオケ1ばん」審査員長
- チバテレビ「カラオケ大賞」審査員